# Zbirožský potok
Zbirožský potok je vodní tok v okrese Rokycany v České republice. Je pravobřežním přítokem Berounky.

## Popis
Pramení v lesích severně od města Mýto u Sirské hory (593 m n. m.), v místech kde se říká Panský les. Pokračuje východně, vlní se a stáčí se k jihu k dálnici D5. Podteče pod dálnicí a pokračuje východně až severovýchodně poblíž lokality Kařízek II. Zde se vlévá do Hořejšího a později Dolejšího kařezského rybníka. Protéká vsí Kařez a otáčí se k severu. Následně protéká Zbirohem, po němž je pojmenován, pak zahloubeným údolím v prostoru chráněné krajinné oblasti Křivoklátsko. Východně od obce Čilá se vlévá do Berounky. Vytváří Skryjský vodopád a protéká Skryjskými jezírky. V dolní části tvoří hranici Středočeského kraje (obec Skryje, okres Rakovník) a Plzeňského kraje (obec Čilá, okres Rokycany).

## Mlýny
- Ostrovecký mlýn – Ostrovec, okres Rokycany, kulturní památka